# Rezerwat Góra Ślęża (spis flory)
Na terenie Rezerwatu Góra Ślęża stwierdzono 12 gatunków paprotników (2 gatunki skrzypów i 10 gatunków paproci), 181 gatunków nasiennych (3 gatunki szpilkowych, 146 gatunków dwuliściennych i 32 gatunki jednoliściennych).

## paprotnikiPteridophyta

### skrzypySphenopsida

#### skrzypowceEquisetales
skrzypowate Equisetaceae
- skrzyp leśny Equisetum sylvaticum
- skrzyp polny Equisetum arvense

### paprocieFilicopsida

#### paprotnikowceFilicales
zachylnikowate Thelypteridaceae
- zachyłka oszczepowata Phegopteris phegopteris

zanokcicowate Aspleniaceae
- zanokcica północna Asplenium septentrionale
- zanokcica murowa Asplenium ruta-muraria

wietlicowate Athyriaceae
- wietlica samicza Athyrium filix-femina
- paprotnica krucha Cystopteris fragilis

paprotnikowate Aspidiaceae
- nerecznica samcza Dryopteris filix-mas
- nerecznica krótkoostna Dryopteris carthusiana
- nerecznica szerokolistna Dryopteris dilatata
- cienistka trójkątna Gymnocarpium dryopteris

paprotkowate Polypodiaceae
- paprotka zwyczajna Polypodium vulgare

## nasienneSpermatophyta

### szpilkowePinopsida

#### szpilkowcePinales
sosnowate Pinaceae
- jodła pospolita Abies alba
- świerk pospolity Picea abies
- modrzew europejski Larix decidua

### dwuliścienneDicotyledones

#### wierzbowceSalicales
wierzbowate Salicaceae
- wierzba iwa Salix caprea
- topola osika Populus tremula

#### bukowceFagales
brzozowate Betulaceae
- brzoza brodawkowata Betula pendula

leszczynowate Corylaceae
- leszczyna pospolita Corylus avellana

bukowate Fagaceae
- buk zwyczajny Fagus sylvatica
- dąb bezszypułkowy Quercus petraea

#### pokrzywowceUrticales
wiązowate Ulmaceae
- wiąz górski Ulmus glabra

pokrzywowate Urticaceae
- pokrzywa zwyczajna Urtica dioica

#### sandałowceSantalales
sandałowcowate Santalaceae
- leniec alpejski Thesium alpinum

#### kokornakowceAristolochiales
kokornakowate Aristolochiaceae
- kopytnik pospolity Asarum europaeum

#### rdestowcePolygonales
rdestowate Polygonaceae
- rdest ptasi Polygonum aviculare
- szczaw polny Rumex acetosella
- szczaw zwyczajny Rumex acetosa
- szczaw tępolistny Rumex obtusifolius

#### śródłożneCaryophyllales
komosowate Chenopodiaceae
- komosa sina Chenopodium glaucum
- komosa biała Chenopodium album

goździkowate Caryophyllaceae
- piaskowiec macierzankowy Arenaria serpyllifolia
- możylinek trójnerwowy Moehringia trinervia
- gwiazdnica pospolita Stellaria media
- gwiazdnica wielkokwiatowa Stellaria holostea
- gwiazdnica trawiasta Stellaria graminea
- gwiazdnica błotna Stellaria palustris
- rogownica polna Cerastium arvense
- rogownica pospolita Cerastium holosteoides

#### jaskrowceRanunculales
jaskrowate Ranunculaceae
- zawilec gajowy Anemone nemorosa
- jaskier rozłogowy Ranunculus repens
- jaskier ostry Ranunculus acris

#### makowcePapaverales
makowate Papaveraceae
- glistnik jaskółcze ziele Chelidonium majus

#### kaparowceCapparales
krzyżowe Brassicaceae
- stulisz lekarski Sisymbrium officinale
- czosnaczek pospolity Alliaria petiolata
- tasznik pospolity Capsella bursa-pastoris
- tobołki polne Thlaspi arvense

#### różowceRosales
gruboszowate Crassulaceae
- rozchodnik wielki Sedum maximum
- rozchodnik ostry Sedum acre

skalnicowate Saxifragaceae
- śledziennica skrętolistna Chrysosplenium alternifolium

agrestowate Grossulariaceae
- porzeczka dzika Ribes spicatum

różowate Rosaceae
- malina właściwa Rubus idaeus
- jeżyna popielica Rubus caesius
- róża dzika Rosa canina
- kuklik pospolity Geum urbanum
- pięciornik srebrny Potentilla argentea
- poziomka pospolita Fragaria vesca
- przywrotnik pasterski Alchemilla monticola
- przywrotnik połyskujący Alchemilla gracilis
- jarząb zwyczajny Sorbus aucuparia
- głóg jednoszyjkowy Crataegus monogyna
- czeremcha zwyczajna Prunus padus
- czereśnia Prunus avium

motylkowate Fabaceae
- traganek szerokolistny Astragalus glycyphyllos
- wyka płotowa Vicia sepium
- wyka ptasia Vicia cracca
- groszek żółty Lathyrus pratensis
- koniczyna biała Trifolium repens
- koniczyna łąkowa Trifolium pratense

#### bodziszkowceGeraniales
szczawikowate Oxalidaceae
- szczawik zajęczy Oxalis acetosella

bodziszkowate Geraniaceae
- bodziszek łąkowy Geranium pratense
- bodziszek cuchnący Geranium robertianum

wilczomleczowate Euphorbiaceae
- szczyr trwały Mercurialis perennis
- wilczomlecz sosnka Euphorbia cyparissias

#### mydleńcowceSapindales
klonowate Aceraceae
- klon jawor Acer pseudoplatanus
- klon zwyczajny Acer platanoides

niecierpkowate Balsaminaceae
- niecierpek drobnokwiatowy Impatiens parviflora
- niecierpek pospolity Impatiens noli-tangere

#### ślazowceMalvales
lipowe Tilioideae
- lipa drobnolistna Tilia cordata

#### herbatowceTheales
dziurawcowate Clusiaceae
- dziurawiec zwyczajny Hypericum perforatum
- dziurawiec czteroboczny Hypericum maculatum

#### fiołkowceViolales
fiołkowate Violaceae
- fiołek polny Viola arvensis
- fiołek leśny Viola reichenbachiana
- fiołek Rivina Viola riviniana

#### mirtowceMyrtales
wiesiołkowate Onagraceae
- wierzbownica kiprzyca Epilobium angustifolium
- wierzbownica górska Epilobium montanum
- wierzbownica wzgórzowa Epilobium collinum

#### baldachokwiatowceApiales
baldaszkowate Apiaceae
- świerząbek gajowy Chaerophyllum temulentum
- trybula leśna Anthriscus sylvestris
- biedrzeniec wielki Pimpinella major
- biedrzeniec mniejszy Pimpinella saxifraga
- podagrycznik pospolity Aegopodium podagraria
- kminek zwyczajny Carum carvi
- barszcz zwyczajny Heracleum sphondylium

#### wrzosowceEricales
wrzosowate Ericaceae
- borówka czarna Vaccinium myrtillus

#### pierwiosnkowcePrimulales
pierwiosnkowate Primulaceae
- tojeść gajowa Lysimachia nemorum

#### goryczkowceGentianales
toinowate Apocynaceae
- barwinek pospolity Vinca minor

marzanowate Rubiaceae
- przytulia błotna Galium palustre
- przytulia czepna Galium aparine
- przytulia wonna Galium odoratum
- przytulia zwyczajna Galium mollugo

#### ogórecznikowceBoraginales
szorstkolistne Boraginaceae
- miodunka ćma Pulmonaria obscura
- żywokost lekarski Symphytum officinale
- niezapominajka błotna Myosotis palustris

#### jasnotowceLamiales
rzęślowate Callitrichaceae
- rzęśl wielkoowockowa Callitriche stagnalis

wargowe Lamiaceae
- dąbrówka rozłogowa Ajuga reptans
- poziewnik szorstki Galeopsis tetrahit
- jasnota plamista Lamium maculatum
- gajowiec żółty Lamiastrum galeobdolon
- czyściec górski Stachys alpina
- czyściec leśny Stachys sylvatica
- bluszczyk kurdybanek Glechoma hederacea
- głowienka pospolita Prunella vulgaris

trędownikowate Scrophulariaceae
- dziewanna wielkokwiatowa Verbascum densiflorum
- dziewanna pospolita Verbascum nigrum
- trędownik bulwiasty Scrophularia nodosa
- lnica pospolita Linaria vulgaris
- przetacznik polny Veronica arvensis
- przetacznik leśny Veronica officinalis
- przetacznik ożankowy Veronica chamaedrys
- łuskiewnik różowy Lathraea squamaria

#### babkowcePlantaginales
babkowate Plantaginaceae
- babka średnia Plantago media
- babka większa Plantago major
- babka lancetowata Plantago lanceolata

#### szczeciowceDipsacales
przewiertniowate Caprifoliaceae
- dziki bez czarny Sambucus nigra
- dziki bez koralowy Sambucus racemosa

kozłkowate Valerianaceae
- kozłek lekarski Valeriana officinalis

szczeciowate Dipsacaceae
- driakiew żółtawa Scabiosa ochroleuca

#### dzwonkowceCampanulales
dzwonkowate Campanulaceae
- dzwonek okrągłolistny Campanula rotundifolia

złożone Asteraceae
- nawłoć pospolita Solidago virgaurea
- stokrotka pospolita Bellis perennis
- krwawnik pospolity Achillea millefolium
- rumianek bezpromieniowy Chamomilla suaveolens
- wrotycz zwyczajny Tanacetum vulgare
- jastrun zwyczajny Leucanthemum vulgare
- bylica pospolita Artemisia vulgaris
- podbiał pospolity Tussilago farfara
- lepiężnik biały Petasites albus
- starzec gajowy Senecio nemorensis
- łopian większy Arctium lappa
- oset nastroszony Carduus acanthoides
- ostrożeń polny Cirsium arvense
- przenęt purpurowy Prenanthes purpurea
- sałatnik leśny Mycelis muralis
- mniszek lekarski Taraxacum officinale
- łoczyga pospolita Lapsana communis
- jastrzębiec leśny Hieracium murorum
- jastrzębiec zwyczajny Hieracium vulgatum

### jednoliścienneMonocotyledones

#### liliowceLiliales
liliowate Liliaceae
- lilia złotogłów Lilium martagon
- konwalijka dwulistna Maianthemum bifolium
- kokoryczka okółkowa Polygonatum verticillatum
- czworolist pospolity Paris quadrifolia

#### sitowceJuncales
sitowate Juncaceae
- sit chudy Juncus tenuis
- kosmatka gajowa Luzula luzuloides

#### plewowcePoales
trawy Poaceae
- kostrzewa leśna Festuca altissima
- kostrzewa olbrzymia Festuca gigantea
- kostrzewa łąkowa Festuca pratensis
- kostrzewa czerwona Festuca rubra
- życica trwała Lolium perenne
- wiechlina spłaszczona Poa compressa
- wiechlina roczna Poa annua
- wiechlina łąkowa Poa pratensis
- wiechlina gajowa Poa nemoralis
- kupkówka pospolita Dactylis glomerata
- grzebienica pospolita Cynosurus cristatus
- perłówka zwisła Melica nutans
- perz właściwy Elymus repens
- śmiałek darniowy Deschampsia caespitosa
- śmiałek pogięty Deschampsia flexuosa
- mietlica pospolita Agrostis capillaris
- mietlica rozłogowa Agrostis stolonifera
- trzcinnik leśny Calamagrostis arundinacea
- trzcinnik piaskowy Calamagrostis epigejos
- tymotka łąkowa Phleum pratense
- prosownica rozpierzchła Milium effusum

#### turzycowceCyperales
turzycowate Cyperaceae
- turzyca zajęcza Carex ovalis
- turzyca najeżona Carex muricata
- turzyca pospolita Carex nigra
- turzyca pigułkowa Carex pilulifera
- turzyca leśna Carex sylvatica